# Cormega
Cory McKay (Nueva York, Estados Unidos; 26 de abril De 1970) más conocido por su nombre artístico Cormega, es un rapero y compositor estadounidense.

## Biografía
Cormega nació en Brooklyn y se crio en Queensbridge, Ciudad de Nueva York, formando amistades de infancia con futuros raperos como Nas, Nature y Capone. Un tema frecuente de su música se dirige al innumerable número de amigos y familiares que han sido asesinados debido a la violencia.

## Carrera musical

### 1990s
Después de un período de encarcelamiento, Cormega ganó cierta atención después de una aparición de Nas en su canción "One Love", del esperado álbum Illmatic. La canción también contó con AZ y Foxy Brown, y se convirtió en la primera aparición de The Firm. Cormega fue reemplazado por otro artista, Nature, porque o bien no firmaría un contrato con Stoute o Stoute pensaba que Nature era un mejor rapero.

## Discografía

### Álbumes de estudio
- 2001: The realness
- 2002: The true ’’
- 2005: "  The Testament”

- 2009: Born and raised
- 2014: Mega philosophy